# Li Leilei
Li Leilei (chiń. upr. 李雷雷; chiń. trad. 李雷雷; pinyin Lǐ Léiléi; ur. 30 czerwca 1977 w Pekinie) – chiński piłkarz występujący na pozycji bramkarza. Li karierę rozpoczął w klubie Bayi Football Team. W 2004 roku przeniósł się do Shenzhen, do miejscowego klubu Jianlibao. Od 2006 roku występuje w Shandong Luneng.
W 2007 roku, Li Leilei wystąpił wraz ze swoją reprezentacją na Pucharze Azji.